# Stora Stentjärnet
Stora Stentjärnet är en sjö i Bengtsfors kommun och Melleruds kommun i Dalsland och ingår i Göta älvs huvudavrinningsområde. Sjön har en area på 0,148 kvadratkilometer och ligger 182 meter över havet.

## Delavrinningsområde
Stora Stentjärnet ingår i det delavrinningsområde (652361-129149) som SMHI kallar för Inloppet i Teåkerssjön. Medelhöjden är 170 meter över havet och ytan är 33,07 kvadratkilometer. Räknas de 3 avrinningsområdena uppströms in blir den ackumulerade arean 65,57 kvadratkilometer. Krokån (Teåkersälven) som avvattnar avrinningsområdet har biflödesordning 3, vilket innebär att vattnet flödar genom totalt 3 vattendrag innan det når havet efter 178 kilometer. Avrinningsområdet består mestadels av skog (66 procent). Avrinningsområdet har 0,64 kvadratkilometer vattenytor vilket ger det en sjöprocent på 1,9 procent. Bebyggelsen i området täcker en yta av 1,59 kvadratkilometer eller 5 procent av avrinningsområdet.